# Galeandra schunkii
Galeandra schunkii är en orkidéart som beskrevs av Vitorino Paiva Castro och Guy Robert Chiron. Galeandra schunkii ingår i släktet Galeandra och familjen orkidéer. Inga underarter finns listade i Catalogue of Life.